# Adrian Heath
Adrian Heath (Newcastle-under-Lyme, 1961. január 11. –) angol korosztályos válogatott labdarúgó, edző.

## Pályafutása

### Labdarúgóként
Heath az angliai Newcastle-under-Lyme városában született.
1979-ben mutatkozott be a Stoke City felnőtt keretében. 1982-ben az Everton szerződtette. 1988-ban a spanyol Espanyolhoz igazolt. 1989-ben visszatért Angliába és az Aston Villánál folytatta a labdarúgást. 1990 és 1997 között a Manchester City, a Stoke City, a Sheffield United és a Burnley csapatában játszott.
1981-ban debütált az angol U21-es válogatottban. 1982-ig összesen 8 mérkőzésen lépett pályára és 3 gólt szerzett hazája színeiben.

### Edzőként
1996 és 1997 között a Burnley edzője volt. 1999-ben a Sheffield United szerződtette. 2005-ben és 2007-ben a Coventry City ideiglenes edzője volt egy rövid ideig. 2008-tól 2010-ig az amerikai Austin Aztex, majd egy kisebb megszakítással 2011-től 2016-ig az Orlando City csapatánál töltött be edzői pozíciót. 2016. november 29-én az első osztályú Minnesota United vezetőedzője lett.

## Edzői statisztika
| Csapat                     | Nemzet                    | –tól               | –ig                | Mérkőzések | Mérkőzések | Mérkőzések | Mérkőzések | Mérkőzések |
| Csapat                     | Nemzet                    | –tól               | –ig                | M          | Gy         | V          | D          | Gy %       |
| -------------------------- | ------------------------- | ------------------ | ------------------ | ---------- | ---------- | ---------- | ---------- | ---------- |
| Burnley                    | Anglia                    | 1996. március 7.   | 1997. június 27.   | 71         | 26         | 18         | 27         | 36,6       |
| Sheffield United           | Anglia                    | 1999. június 15.   | 1999. november 23. | 23         | 7          | 5          | 11         | 30,4       |
| Coventry City (ideiglenes) | Anglia                    | 2005. január 6.    | 2005. január 23.   | 3          | 1          | 0          | 2          | 33,3       |
| Coventry City (ideiglenes) | Anglia                    | 2007. január 17.   | 2007. február 19.  | 5          | 1          | 1          | 3          | 20,0       |
| Austin Aztex               | Amerikai Egyesült Államok | 2008. július 1.    | 2010. október 24.  | 68         | 24         | 15         | 29         | 35,3       |
| Orlando City (USL Pro)     | Amerikai Egyesült Államok | 2010. október 25.  | 2014. december 31. | 122        | 82         | 23         | 17         | 67,2       |
| Orlando City (MLS)         | Amerikai Egyesült Államok | 2015. január 1.    | 2016. július 7.    | 78         | 26         | 21         | 31         | 33,3       |
| Minnesota United           | Amerikai Egyesült Államok | 2016. november 29. | 2023. október 6.   | 248        | 92         | 56         | 100        | 37,1       |
| Összesen                   | Összesen                  | Összesen           | Összesen           | 616        | 259        | 151        | 206        | 42,0       |

## Sikerei, díjai

### Játékosként
Everton
- Football League First Division
  - Bajnok (2): 1984–85, 1986–87

- FA-kupa
  - Győztes (1): 1983–84

- FA Charity Shield
  - Győztes (4): 1984, 1985, 1986, 1987

- Kupagyőztesek Európa-kupája
  - Győztes (1): 1984–85

- Football League Cup
  - Döntős (1): 1983–84

Stoke City
- Football League Trophy
  - Győztes (1): 1991–92

### Edzőként
Egyéni
- USL Pro – Az Év Edzője: 2011, 2012